# 南足柄市立岩原小学校
南足柄市立岩原小学校（みなみあしがらしりつ いわはらしょうがっこう）は、神奈川県南足柄市岩原にある公立小学校。

## 沿革
- 1974年（昭和49年）
  - 4月1日 - 開校[1]。
  - 4月24日 - 開校式・落成式[1]。
  - 7月18日 - 校章制定[1]。
- 1975年（昭和50年）
  - 2月18日 - 校歌披露式[1]。
  - 2月19日 - 校旗作成[1]。
  - 7月31日 - プール竣工[1]。
- 1983年（昭和58年）5月7日 - 創立10周年記念行事式典カプセル埋設[1]。
- 2003年（平成15年）6月7日 - 創立30周年記念行事[1]。

## 通学区域
出典
- 岩原
- 沼田
- 三竹
- 矢佐芝
- いずみ
- グリーンヒル

## 主な進学先
出典
- 南足柄市立岡本中学校